# Kathrin Mahler Walther
Kathrin Mahler Walther (* 29. Dezember 1970 in Leipzig) ist eine deutsche Soziologin und Bürgerrechtlerin. Sie ist Geschäftsführerin der EAF Berlin (www.eaf-berlin.de), einem unabhängigen Forschungs- und Beratungsinstitut zur Förderung von Vielfalt in der Führung. In den 1980er Jahren gehörte Kathrin Walther zur Bürgerrechtsbewegung und zum organisierten Widerstand in der DDR. In Leipzig arbeitete sie in der Arbeitsgruppe Menschenrechte und der Arbeitsgruppe Umweltschutz mit, war Sprecherin im Arbeitskreis Gerechtigkeit, der mit öffentlichen Aktionen zur Initiierung der Massenproteste gegen die SED-Herrschaft wesentlich beigetragen hat. 1989 war sie hauptamtliche Mitarbeiterin in der Koordinierungsgruppe des Arbeitskreises Gerechtigkeit und der Arbeitsgruppe Menschenrechte.

## Leben

### Kindheit und frühe Jugend
In der Schulzeit war Kathrin Walther FDJ-Mitglied, zeitweise auch FDJ-Sekretärin ihrer Schulklasse bis zur Niederlegung dieses Amtes im Jahre 1985. In diesem Jahre nahm sie außer an der staatlich erwünschten Jugendweihe auch an der Konfirmation der Reformierten Kirche teil. Infolge ihrer Mitarbeit in der Jungen Gemeinde konnte sie später auch im Stadtjugendkonvent Leipzig und im Sprecherausschuss des Landesjugendkonventes Sachsen sowie im Jugendkonvent des Bundes der Evangelischen Kirchen der DDR mitwirken.
Der zehnklassigen Polytechnischen Oberschule schloss sich die Lehrausbildung zur Facharbeiterin für Schreibtechnik am Urania Verlag Leipzig an. Schon im Lehrausbildungsbetrieb wurde sie mehrfach von Mitarbeitern des MfS besucht, zum Gespräch in das Zimmer des SED-Parteisekretärs geholt, um befragt und verwarnt zu werden.
Ab Sommer 1989 war Kathrin Walther hauptamtliche Mitarbeiterin des Arbeitskreises Gerechtigkeit Leipzig. Im Januar 1990 übernahm Kathrin Walther die Geschäftsführung des Landesverbandes Sachsen der Initiative Frieden und Menschenrechte.

### Politisch-subversives Engagement bis zur Revolution 1989 in der DDR

#### Organisierter Widerstand gegen den DDR-Staat
Im Herbst 1987 fand Kathrin Walther zur Arbeitsgruppe Menschenrechte (AGM) an der Leipziger Lukasgemeinde von Pfarrer Christoph Wonneberger und war deren jüngste Mitarbeiterin. Bereits die im November stattfindende Veranstaltung der AGM zum Sozialen Friedensdienst (SoFd) in der Reformierten Kirche organisierte sie mit.
Infolge der Inhaftierungen nach der Liebknecht-Luxemburg-Demonstration in Berlin 1988 nahm Kathrin Walther im Januar und Februar aktiv an den Friedensgebeten zur Befreiung der Inhaftierten teil.  Sie verstärkte ihre Mitarbeit in der AGM, versandte Briefe an Altersheime in Leipzig mit der Bitte um Unterstützung der SoFd-Initiative, wonach die Vorladung zum Rat des Stadtbezirks Leipzig-West erfolgte. Ihre Eltern wurden in ihren Betrieben vorgeladen, der Vater in die Parteikontrollkommission und die Mutter zum Direktor mit externer Verstärkung durch Stasi-Offiziere.
Mit Rücksicht auf die für ihre Eltern politisch schwierige Situation zog sich Kathrin Walther zunächst aus der AG Menschenrechte zurück. Dafür engagierte sie sich in der Arbeitsgruppe Umweltschutz beim Jugendpfarramt, wo sie unter anderem gemeinsam  mit Roland Quester die Herausgabe der „Streiflichter“ unterstützte. In den Jahren 1987 bis 1990 arbeitete sie am Druck und dem Beschreiben von Matrizen bei diversen Samisdat-Publikationen der Arbeitsgruppe Umweltschutz, der Arbeitsgruppe Menschenrechte, des Arbeitskreises Gerechtigkeit und der Initiative Frieden und Menschenrechte mit. In den drei letzten Jahren der DDR beteiligte sich Kathrin Walther an der Konzeption und Durchführung von Friedensgebeten in der Nikolaikirche mit der AG Menschenrechte und dem AK Gerechtigkeit.
Gemeinsam mit Silke Krasulsky, Kerstin Heuchert, Michaela Ziegs u. a. initiierte sie 1988 eine Frauengruppe zur Auseinandersetzung mit der Geschichte und Gegenwart der sozialen und rechtlichen Stellung der Frauen. Im Jahre 1988 wurde Kathrin Walther zum Stadtbezirksbürgermeister Leipzig-West vorgeladen, wo ihr eine Verwarnung ausgesprochen wurde.
Zum Treffen der Basisgruppen in Karl-Marx-Stadt im Januar 1989 wurde Kathrin Walther zur Vertreterin der Menschenrechtsgruppen im Vorbereitungsausschuss für das Basisgruppentreffen der Region Sachsen gewählt.
Kurz darauf wurde sie Sprecherin in der Koordinierungsgruppe des Arbeitskreises Gerechtigkeit Leipzig. Im Januar 1989, nach der Liebknecht-Luxemburg-Demonstration in Leipzig, beteiligte sich Kathrin Walther in der Koordination des Kontakttelefons zur Befreiung der Leipziger Inhaftierten gemeinsam mit Peter Grimm von der Initiative Frieden und Menschenrechte Berlin.
1989 beteiligte sich Kathrin Walther am Aufbau des Oppositionszentrums von Arbeitsgruppe Menschenrechte und Arbeitskreis Gerechtigkeit im Gemeindehaus der Lukaskirchgemeinde von Pfarrer Christoph Wonneberger in der Juliusstraße mit Bibliothek, Druckerei und Versammlungsraum. Auch an der Organisation der monatlichen Treffen zur DDR-weiten Vernetzung von Oppositionsgruppen im Sonnabendskreis wirkte sie mit.
Gemeinsam mit Thomas Rudolph und Frank Richter war Kathrin Walther verantwortlich für regelmäßige Reisen nach Berlin zur Kontaktaufnahme mit bzw. der Informationsübergabe an Journalisten der Bundesrepublik, die in Ost-Berlin akkreditiert waren. Mit Thomas Rudolph organisierte sie die regelmäßigen Transporte von Samisdat aus Berlin nach Leipzig, z. T. mit möglichst „unverdächtiger“ Unterstützung ihres Bruders, der mit seinem Trabant Fahrten erledigte. Ab Sommer 1989 war Kathrin Walther Mitglied in der Redaktion von „Die neue Grüne“ aus Berlin sowie des „Forum für Kirche und Menschenrechte“ für den Arbeitskreis Gerechtigkeit. Eine Vorladung zum Ministerium für Staatssicherheit erhielt sie im Vorfeld der Kommunalwahlen und des Leipziger Straßenmusikfestivals. Am 26. Mai 1989 – sie wollte gemeinsam mit Thomas Rudolph und Frank Richter nach Prag zu einem Treffen mit Vertretern der Charta 77 fahren – wurde sie an der Grenze aus dem Zug geholt und erhielt Reiseverbot in die Tschechoslowakei.

„Als wichtigste Aktion bezeichnet sie den statt-kirchentag im Sommer '89: ‚Zum Gedenken an die Opfer des Massakers auf dem Platz des Himmlischen Friedens in Peking trug ich bei der Demo in die Stadt ein großes Demokratie-Transparent auch mit chinesischen Schriftzeichen. Stasileute entrissen das Plakat, Volkspolizisten versperrten den Weg, der Protest endete in der Obhut der Peterskirche.‘“

Beginnend auf der Abschlussveranstaltung des Kirchentages im Scheibenholz war eine Demonstration in Richtung der Innenstadt gegen das von der SED begrüßte Massaker auf dem Platz des Himmlischen Friedens in Peking und für demokratische Veränderungen in der DDR gelungen. Der Weg wurde immer wieder durch Polizeiketten abgesperrt. Kathrin Walther und Rainer Müller führten den Demonstrationszug an und leiteten ihn in die Peterskirche. Dort führte Kathrin Walther eine Fürbitt-Andacht für die Teilnehmenden durch. Nach Verhandlung mit der Kirchenführung konnten die Demonstrierenden die Kirche unbeschadet verlassen.
Ab Juli 1989 ging Kathrin Walther in das Vollzeit-Engagement als „hauptamtliche“ Mitarbeiterin des AG Gerechtigkeit und der AG Menschenrechte gemeinsam mit  Thomas Rudolph, Frank Richter und Rainer Müller. Sie erhielten aus Spenden und aus Verkaufserlösen der Samisdat-Zeitschriften einen monatlichen Betrag, um ihre Lebenshaltungskosten bestreiten zu können.

#### Engagement während der Revolution 1989
Im September 1989 schloss sich der Arbeitskreis Gerechtigkeit als Leipziger Regionalgruppe der Initiative Frieden und Menschenrechte (IFM) an, da diese Berliner Gruppe im März zu DDR-weiter Ausweitung aufgerufen hatte. Im September 1989 gehörte Kathrin Walther im Nikolaikirchhof zu denjenigen, die nach den Friedensgebeten im Sprechchor „Wir bleiben hier“ auf der Demonstration riefen und nicht „Wir wollen raus“.
In Vorbereitung der Montagsdemonstration zum entscheidenden 9. Oktober 1989 war Kathrin Walther mit dem Verfassen, Tippen und Drucken des gemeinsamen Appells „Keine Gewalt“ von Arbeitskreis Gerechtigkeit, Arbeitsgruppe Menschenrechte und Arbeitsgruppe Umweltschutz beschäftigt. Am 9. Oktober gehörte sie zu den Verteilenden des Appells in der Innenstadt und in den Kirchen der Friedensgebete.
Als Angehörige der Gemeinde der Reformierten Kirche konnte sie den Berliner Fotografen Aram Radomski und Siegbert Schefke über Pfarrer Jürgen Sievers den Zutritt zum Kirchturm der Reformierten Kirche ermöglichen, wo die berühmten Filmaufnahmen der Montagsdemonstration entstanden sind. Sie saß während der Demonstration in den dunklen Räumen des Konsistoriums der Reformierten Gemeinde und schrieb Parolen und Plakat-Texte der Demonstrierenden mit und übermittelte diese an das Demo-Telefon, den Ort der strategischen Öffentlichkeitsarbeit zum Schutz der Demonstration in der Lukaskirchgemeinde. Im Oktober und November 1989 wurden dort die skandierten Parolen und die Plakat-Texte erfasst und an die in Ost-Berlin akkreditierten West-Journalisten übermittelt.
Ab Herbst 1989 war Kathrin Walther Vertreterin der IFM am Runden Tisch der Stadt sowie am Runden Tisch des Bezirkes Leipzig. Sie wirkte bei der Gründung des Büros der Leipziger IFM in der Demmeringstraße 21 mit, organisierte Veranstaltungen, gab das „IFM-Info“ mit heraus und organisierte dessen Verbreitung zur Montagsdemonstration.
Im Herbst wurde sie zum Mitglied im DDR-Vorstand der IFM gewählt, war 1991 Mitglied der Verhandlungsgruppe zur Fusion von IFM und Demokratie Jetzt in Leipzig und Sachsen. 1990 war sie Mitglied im Wahlkomitee des Wahlbündnisses für den Sächsischen Landtag und kandidierte auch für den Landtag. 1990 und 1991 vertrat sie die IFM in der Verhandlungsgruppe über die Fusion zum Bündnis 90.

### Wirken seit der Einheit Deutschlands
Von Januar 1991 bis Oktober 1992 war Kathrin Walther Referentin der MdL Cornelia Matzke in der Fraktion Bündnis 90/Grüne des ersten demokratisch gewählten Sächsischen Landtages in der Bundesrepublik. Nach der Kündigung im Landtag wählte Kathrin Walther die Arbeitslosigkeit, um Zeit und Distanz zu gewinnen, sich intensiv mit Geschichte auseinandersetzen zu können und die Verortung im neuen politischen System zu finden.
Von 1994 bis 1997 absolvierte sie auf dem zweiten Bildungsweg am Berlin-Kolleg mit einem Stipendium der Hans-Böckler-Stiftung das Abitur, wobei sie sich in der Schülermitverwaltung engagierte. Von 1997 bis 2003 studierte sie Sozialwissenschaft in Jena, Berlin und New York mit einem Stipendium der Hans-Böckler-Stiftung. Sie engagierte sich in stipendiatischen Strukturen der Hans-Böckler-Stiftung, u. a. als gewähltes Mitglied im Auswahlausschuss für Stipendiat/innen, in der Redaktion des Frauen-Info für die Stipendiatinnen, arbeitete in der AG Frauen mit und initiierte das stipendiatische Projekt zum Wandel der Arbeitswelt.
Sie engagiert sich als Zeitzeugin der Friedlichen Revolution in diversen Medien und auf Veranstaltungen zur politischen Bildung sowie auf dem Festakt des Landes Berlin zum 25. Jahrestag des Mauerfalls 1989 im Berliner Festspielhaus.

„Kathrin Mahler Walther, die Jüngste von einst, ist auch heute noch voller Dynamik. In Berlin arbeitet sie als Vorstand und stellvertretende Geschäftsführerin der Europäischen Akademie für Frauen in Politik und Wirtschaft (EAF). Die gemeinnützige Organisation betreibt Forschung, Beratung, Weiterbildung in Sachen Chancengleichheit und Familienfreundlichkeit [...] Frauen werden von der EAF auf Führungsaufgaben vorbereitet.“

Im Oktober 2015 unterzeichnete sie mit 46 weiteren ehemaligen DDR-Bürgerrechtlerinnen und -Bürgerrechtler aus unterschiedlichen politischen Lagern den von Katrin Hattenhauer initiierten Offenen Brief an Bundeskanzlerin Angela Merkel, in dem es eingangs heißt: „Wir unterstützen Ihre Politik der offenen Grenzen. Wir unterstützen Ihre Flüchtlingspolitik und Ihren Einsatz um der Menschen willen. Mit größtem Respekt sehen wir Ihre feste Haltung zur Aufnahme asylsuchender Flüchtlinge bei uns in Deutschland […] 70 Jahre nach dem Holocaust öffnet Deutschland seine Grenzen und rettet Menschen aus Not und Tod.“
Im Mai 2019 initiierte Kathrin Mahler Walther den Offenen Brief an die Kommission „30 Jahre Friedliche Revolution und Deutsche Einheit“, mit dem sich 57 Bürgerrechtlerinnen und Bürgerrechtler dafür aussprachen, den 9. Oktober als Jahrestag der Friedlichen Revolution in den Mittelpunkt der Jubiläumsfeierlichkeiten zu rücken.
Zum Lichtfest am 9. Oktober 2019, zum 30. Jubiläum, sprach die Bürgerrechtlerin zum Gedenken an die Friedliche Revolution vor 75.000 Menschen in Leipzig auf dem Augustusplatz.

## Ehrung
- 2019: Bundesverdienstkreuz am Bande

## Fernsehdokumentation
- Pfarrer. Spitzel. Bürgerrechtler: Kirche in der DDR, ein Film von Angelika Schmidt-Biesalski im Auftrage des ZDF 2016.